# Miasto nadziei (film 2003)
Miasto nadziei – amerykańsko-brytyjska komedia romantyczna z 2003 roku na podstawie powieści New Cardiff Charlesa Webba.

## Główne role
- Colin Firth – Colin Ware
- Heather Graham – Mandy
- Minnie Driver – Vera Edwards
- Mary Steenburgen – Joanie Fisher
- Frank Collison – Pan Fisher
- Oliver Platt – Doug Reed
- Mary Black – Pani Peterson
- Ken Kramer – Harold Peterson
- Chad Faust – Rob
- Tony Alcantar – Webster
- Bethoe Shirkoff – Martha
- Alan Giles – Pan West
- Howard Storey – Pan Golfer
- June B. Wilde – Pani Golfer

## Fabuła
Colin Ware jest brytyjskim malarzem-portrecistą. Kiedy dowiaduje się, że jego narzeczona Vera ma wyjść za innego, załamuje się. Decyduje się wyjechać do miasteczka Hope w Ameryce. Tam nadal jest w depresji i przygnębieniu. Otwiera galerię, gdzie zamierza namalować portrety wszystkich mieszkańców Hope. Tam poznaje Mandy – ona pomaga mu znaleźć modeli do portretów. Między nimi zaczyna iskrzyć.